# دسميد رباعي الزوايا
دسميد رباعي الزوايا (الاسم العلمي: Desmidium quadrangulare) هو نوع من الطحالب الخضراء يتبع جنس الدسميد من فصيلة الدسميدية.